# Svedjeholmen (vid Vestlax, Kimitoön)
För andra betydelser, se Svedjeholmen (olika betydelser).
Svedjeholmen är en ö i Finland. Den ligger i Skärgårdshavet vid Vestlax i kommunen Kimitoön i den ekonomiska regionen  Åboland i landskapet Egentliga Finland, i den sydvästra delen av landet. Ön ligger omkring 51 kilometer sydöst om Åbo och omkring 120 kilometer väster om Helsingfors.
Öns area är 6,6 hektar och dess största längd är 420 meter i öst-västlig riktning. Ön höjer sig omkring 25 meter över havsytan.